# Třída Fridtjof Nansen
Třída Fridtjof Nansen je třída fregat norského královského námořnictva vybavených americkým zbraňovým systémem Aegis a multifunkčním radarem SPY-1F. Fregaty jsou modifikací španělské třídy Álvaro de Bazán (dalším odvozeným projektem je australská třída Hobart). Celkem bylo postaveno pět jednotek této třídy. Ve službě nahradily třídu Oslo, pocházející ze 60. let 20. století.
Fregata Helge Ingstad se v listopadu 2018 potopila po srážce s tankerem. Po vyzvednutí a prozkoumání plavidla bylo rozhodnuto jej neopravovat.

## Stavba
Hlavními dodavateli této třídy byla španělská loděnice Navantia a americký koncern Lockheed Martin — výrobce systému Aegis. Stavba pětice fregat byla objednána v roce 2000. Do služby byly postupně zařazeny jednotky Fridtjof Nansen (2006), Roald Amundsen (2007), Otto Sverdrup (2008), Helge Ingstad (2009) a Thor Heyerdahl (2011).
Jednotky třídy Fridtjof Nansen:
| Jméno                  | Spuštěna           | Dodání          | Status |
| ---------------------- | ------------------ | --------------- | --- |
| Fridtjof Nansen (F310) | 3. června 2004     | 5. dubna 2006   | Aktivní. |
| Roald Amundsen (F311)  | 25. května 2005    | 21. května 2007 | Aktivní. |
| Otto Sverdrup (F312)   | 28. dubna 2006     | 30. dubna 2008  | Aktivní. |
| Helge Ingstad (F313)   | 23. listopadu 2007 | 29. září 2009   | Dne 8. listopadu 2018 se po srážce s tankerem Sola TS potopila u fjordu Hjeltefjorden. V březnu 2019 byla vyzvednuta, oprava se ukázala jako neekonomická. Vyřazena. |
| Thor Heyerdahl (F314)  | 11. února 2009     | 18. ledna 2010  | Aktivní. |

## Konstrukce

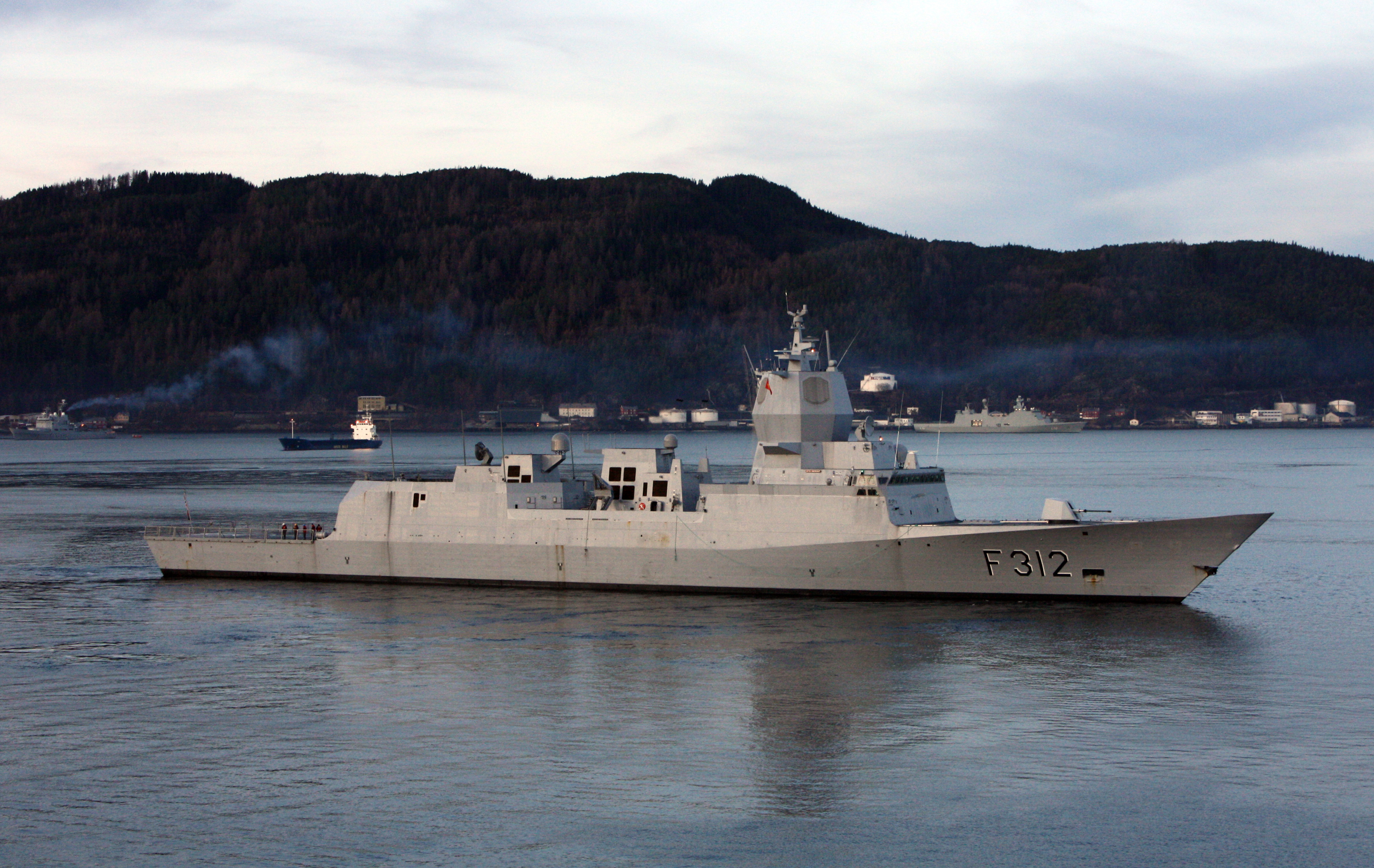
Otto Sverdrup (F312)

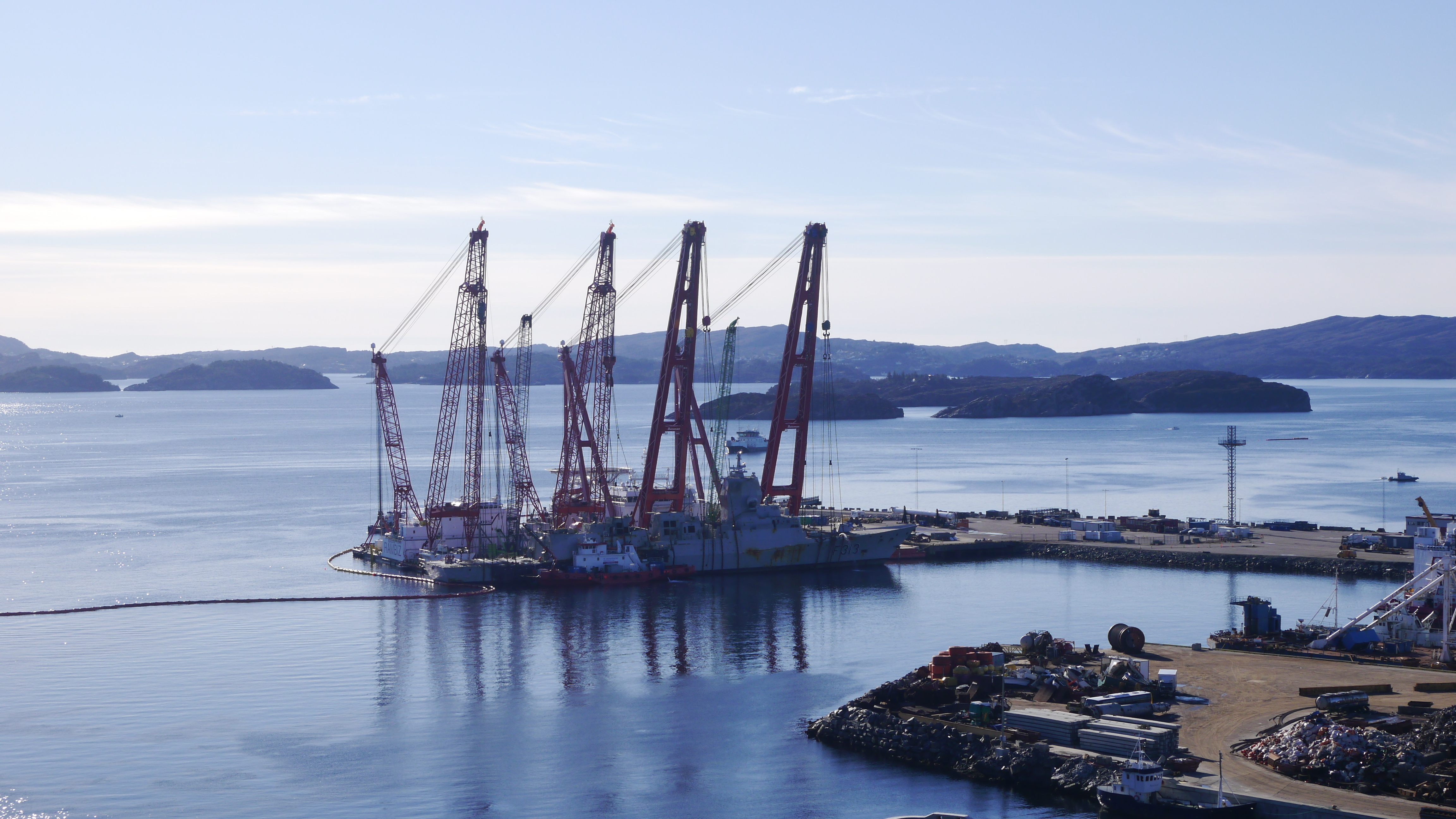
Vyzvednutý vrak fregaty Helge Ingstad (F313)

V designu a konstrukci lodí byly uplatněny prvky technologie stealth. Trup je rozdělen do 13 vodotěsných oddělení. Na palubě jsou kajuty pro 120 členů posádky a rezerva pro dalších 26 osob. Fregaty jsou vybaveny bojovým řídícím systémem Kongsberg MSI 2005F, zbraňovým systémem Aegis, multifunkčním radarem SPY-1F, 2D radarem Reutech RSR210N, trupovým sonarem Spherion MRS 2000 a sonarem s měnitelnou hloubkou ponoru CAPTAS Mk.2 V1.
Na přídi se nachází osminásobné vertikální odpalovací zařízení MK 41, ve kterém je standardně neseno 32 řízených střel RIM-162 ESSM. Ty slouží zejména k obraně proti protilodním střelám. Lodě nesou též osm protilodních řízených střel Naval Strike Missile s dosahem 160 km. Hlavňovou výzbroj představuje jedno 76mm rychlopalné dělo OTO Melara Super Rapid a čtyři 12,7mm kulomety. Na palubě jsou rovněž čtyři 324mm protiponorkové torpédomety, ze kterých jsou odpalována lehká protiponorková torpéda Sting Ray. Fregaty jsou vybaveny přistávací plochou a hangárem pro jeden protiponorkový vrtulník (Lynx, NH90).
Pohonný systém je koncepce CODAG. Tvoří jej dvě plynové turbíny General Electric LM2500 (19,2 MW) a dva diesely Izar Bravo 12V (4,5 MW), pohánějící dva lodní šrouby. Elektrickou energii vyrábí čtyři diesel-generátory MTU o výkonu 900 kW. Manévrovací schopnosti zlepšuje zatažitelné dokormidlovací zařízení v přídi. Nejvyšší rychlost dosahuje 27 uzlů. Cestovní rychlost je 16 uzlů. Dosah je 4500 námořních mil při rychlosti 16 uzlů.

### Modernizace

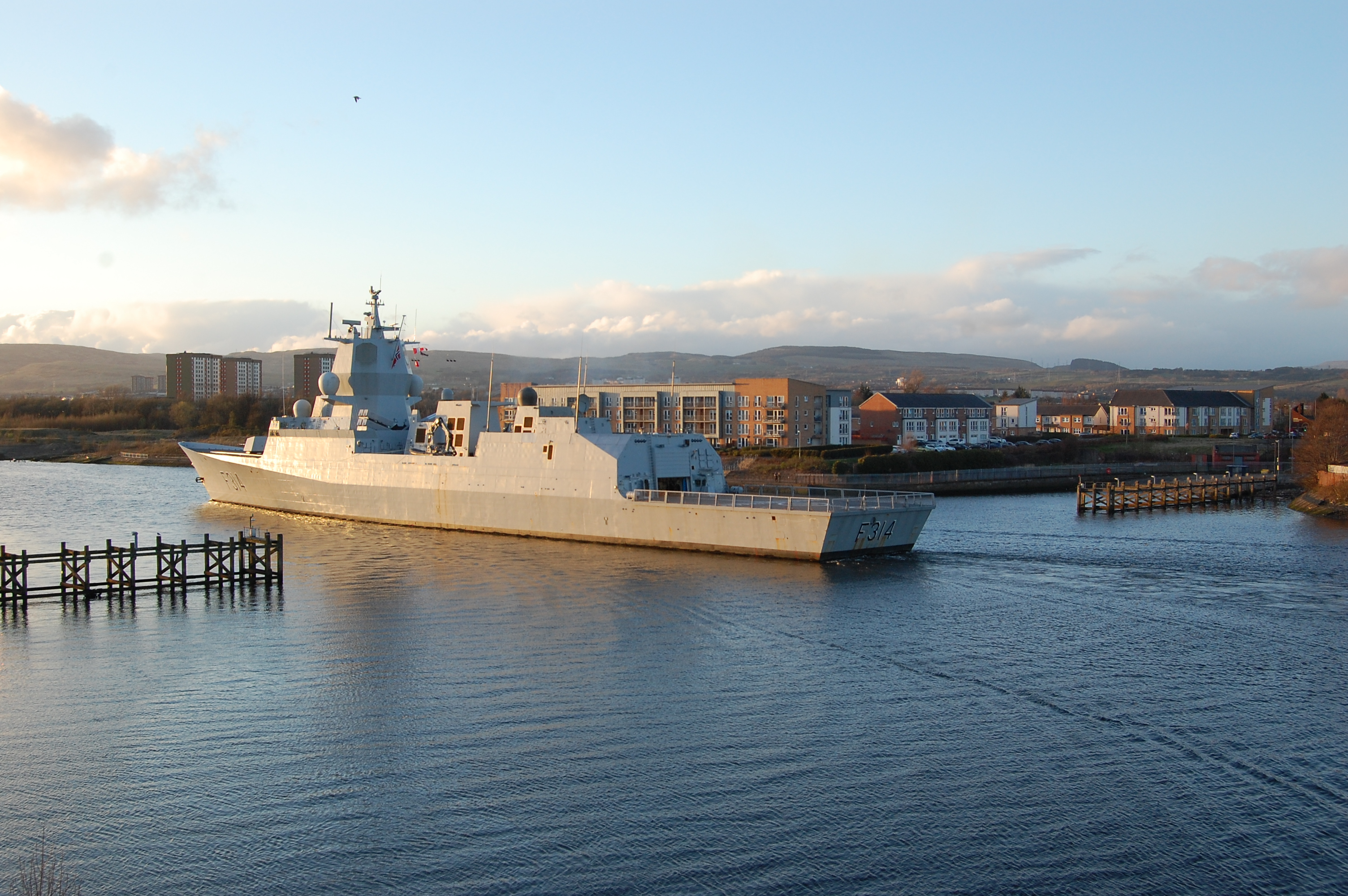
Thor Heyerdahl (F314) na řece Clyde

V roce 2016 získala firma Kongsberg Defence Systems zakázku na modernizaci sonarového a bojového řídícího systému těchto fregat.